# 박리풍 석정려
박리풍 석정려는 대한민국 전라북도 진안군 백운면에 있다. 2016년 12월 28일 진안군의 향토문화유산(유형) 제3호로 지정되었다.

## 개요
박리풍과 박상휴의 정려로, 목조건축 양식을 모방한 석정려라는 특징이 있다.